# Metropolia Dhaki
Metropolia Dhaka – jedna z dwóch metropolii Kościoła rzymskokatolickiego w Bangladeszu. Została erygowana 15 lipca 1950. 

## Diecezje
- Archidiecezja Dhaki
  - Diecezja Dinadźpur
  - Diecezja Mojmonszingh
  - Diecezja Rajshahi
  - Diecezja Srihotto

## Metropolici
- Lawrence Leo Graner (1950–1967)
- Theotonius Amal Ganguly (1967–1977)
- Michael Rozario (1977–2005)
- Paulinus Costa (2005–2011)
- kard. Patrick D’Rozario (2011–2020)
- Bejoy Nicephorus D’Cruze (od 2020)